# 極超新星

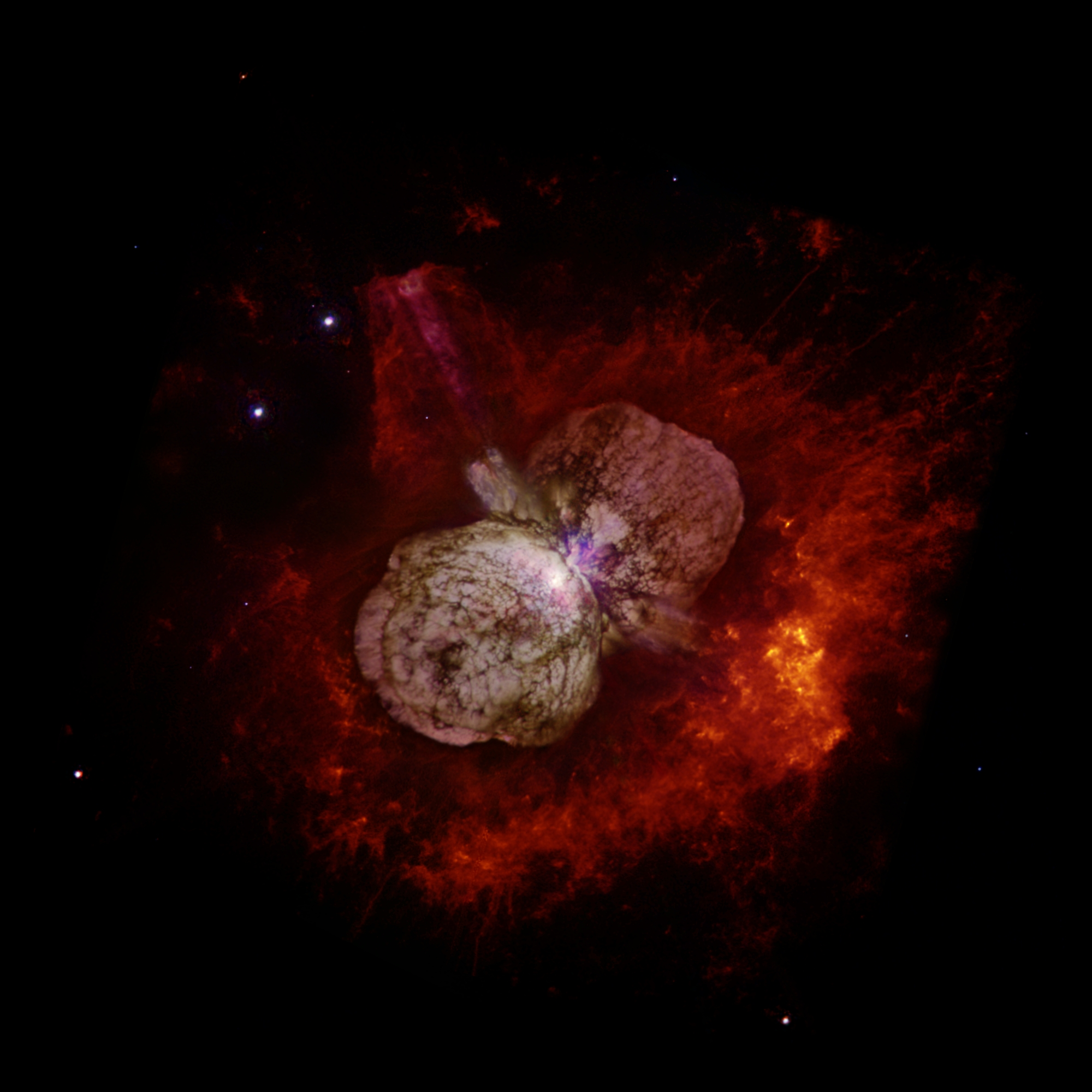
海山二，位於船底座，是最接近極超新星的候選者之一。

極超新星（英語： 或 ）也称为骇新星，是超新星的一種，是年老的特超巨星在臨終前的爆發。這種超新星的威力比起一般的超新星要大得多，剩下的核心會直接塌縮為黑洞，在黑洞自轉的兩極會以接近光速射出高能量等離子體，充滿著伽玛射线，成為科學家認為伽玛射线暴的可能源頭之一。透過近幾年的多項觀測結果，人們對伽馬射線暴的瞭解增多。
1990年代，极超新星是指爆炸能量相当于100倍超新星爆发。现在则将所有极超巨星发生的爆发全部归入极超新星的范畴。
又由於會演變為黑洞的超巨星的數量極少，極超新星爆發的現象也同樣極少，天文學家預測在我們的銀河系內，平均每兩億年會出現一顆極超新星。

## 歷史
在1980年代，「極超新星」一詞被天文學家用來描述一種理論上的超新星，現在則被稱為不穩定對超新星。它的爆炸能量遠超過典型核心坍縮的超新星。該術語以前曾用於描述來自不同事件的恆星爆炸類型，例如超星、早期宇宙中的第三星族恆星或黑洞合併等爆炸。
1997年2月，荷蘭-義大利衛星BeppoSAX卫星發現GRB 970508來自60億光年外的一個微弱星系。天文學家藉由分析GRB 970508及其宿主星系的光譜數據，於1998年認為是極超新星所引起。 同年，波蘭天文學家玻丹·帕琴斯基詳細地假設極超新星由快速旋轉的恆星所產生。
從20世紀後期開始，極超新星一詞已經被認定是那些散發異常巨大能量的超新星。天文學家觀測到的第一顆極超新星是SN 1998bw，其光度比標準Ib型超新星高出100倍。這顆超新星是第一顆與伽馬射線暴相關的超新星，它產生的衝擊波能量比普通超新星高出一個數量級。
2023年，高能量非類星體瞬變事件AT2021lwx的觀測結果發表，其輻射範圍從中紅外線到X射線，總能量高達1.5×1046焦耳。該天體並非超新星，很可能是一團巨大的氣體雲被一個巨大黑洞吸收。兹维基瞬变設施為AT2021lwx事件隨機命名為「ZTF20abrbeie」。

## 天體物理模型

### 塌縮星模型
坍縮星模型描述了一種產生引力坍縮天體（或黑洞）的超新星。 「坍縮星」是「坍縮恆星」的縮寫，以前指恆星引力坍縮的最終產物─恆星質量的黑洞。現在，該詞有時也用於指代快速旋轉恆星坍縮的特定模型。當核心質量至少約為太陽質量15倍的恆星發生核心坍縮時—儘管化學成分和自轉速率也很重要—爆炸能量不足以拋射出恆星的外層，它會坍縮成黑洞，不會產生可見的超新星爆發。
核心質量略低於這一水平的恆星（在5–15 M☉範圍內）將發生超新星爆炸，但大部分拋射出的質量會回落到核心殘餘物上，以至於它仍然會坍縮成黑洞。如果這樣的恆星自轉緩慢，就會產生一顆暗淡的超新星；但如果恆星自轉夠快，回落到黑洞的過程中就會產生相對論性噴流。這些強大的噴流衝破恆星物質，產生強烈的衝擊波，新形成的56Ni產生的強勁風吹散吸積盤，引發超新星爆炸。噴出的56Ni放射性衰變使可見的爆發比標準超新星爆發明亮得多。噴流也會直接向外發射高能粒子和伽馬射線，從而產生X射線或伽馬射線暴；這些噴流可以持續數秒或更長時間，與長時間伽馬射線暴相對應，但它們似乎無法解釋短時間伽馬射線暴。

### 二元模型
Ic型超新星的剝離前身星（一種缺乏顯著氫或氦的碳氧恆星）的產生機制曾被認為是極大質量恆星，例如WO型沃爾夫-拉葉星，其稠密的恆星風將其所有外層都驅散。觀測未能發現任何此類前身星。目前尚無定論表明這些前身星實際上是不同類型的天體，但一些案例表明，質量較低的「氦巨星」是前身星。這些恆星的質量不足以僅靠恆星風將其包層驅散，它們會透過質量轉移至雙星伴星而被剝離。氦巨星越來越被認為是Ib型超新星的前身星，但Ic型超新星的前身星仍不確定。
一種可能產生伽瑪射線暴的機制是誘發重力坍縮，即中子星被其近鄰伴星（由剝離的碳氧核心組成）的核心坍縮觸發，坍縮成黑洞。誘發中子星坍縮可能形成噴流和高能量拋射物，而這些噴流和拋射物在單顆恆星中很難出現。

## 對地球的可能威脅
人們認為，如果一顆極超新星在地球附近的位置爆發，其高能輻射定會摧毀地球的生命。根據2005年由美國太空總署及堪薩斯大學的科學家作出之共同研究結果，指出地球於4億5000萬年前的奧陶紀-志留紀滅絕事件，有可能是一顆極超新星釋出的伽馬射線暴引起的，其過程持續了十秒，並摧毀了地球一半的臭氧層，使得太陽釋出的紫外線襲擊地球，導致地面及近海面的大量生物死亡，從而破壞食物鏈。
如果極超新星僅發生於比太陽質量大40倍的恆星上，那地球將有機會安全，倖免於難。而最接近地球的極超新星之可能爆發者，是海山二（船底座η）星，它距離地球7,500光年，質量則為太陽的150倍。

## 參见
- 伽馬射線爆發前身（英语：Gamma-ray burst progenitors）
- 夸克星
- 夸克新星

## 扩展阅读
- A. I. MacFadyen and S. E. Woosley“黑洞：伽马射线暴与‘失败超新星’爆发”（"Collapsars: Gamma-Ray Bursts and Explosions in 'Failed Supernovae'"）天体物理学杂誌，524卷，262–289页，1999年10月；
- Stanford E. Woosley“从黑洞周围的恒星质量吸积盘爆发出的伽马射线”（"Gamma-ray bursts from stellar mass accretion disks around black holes"）天体物理学杂誌，405卷，273–277页，1993年3月；
- Tsvi Piran“伽马射线爆发的物理学原理”（"The Physics of Gamma-Ray Bursts"）现代物理评论，76卷，2004年10月；
- 宇宙伽玛射线暴和极超新星是相关联的(SN 2003dh and GRB 030329) 欧洲南方天文台（ESO）